# Juan Cabanilles
Juan Bautista José Cabanilles (bautizado en Algemesí el 6 de septiembre de 1644 - Valencia, 29 de abril de 1712) fue un organista y compositor español de música barroca.

## Vida y trayectoria
Cabanilles se formó en la escuela de su pueblo natal con Onofre Guinovart, organista de la parroquia de San Jaime de Algemesí, hombre de grandes dotes pedagógicas, pues también parece ser que formó a otro gran músico valenciano: Vicente Rodríguez Monllor. Pese a que se cree que Cabanilles realizó estudios religiosos en la catedral de Valencia, su nombre no aparece en ningún documento hasta su nombramiento como organista segundo para ayudar a Andrés Peris, "el ciego de Valencia", en sustitución del accidentado Jerónimo de la Torre. Este nombramiento tuvo lugar el 15 de mayo de 1655, aún antes de haber recibido la prima clerical tonsura, que recibió el 17 de junio de 1655. En las témporas de San Mateo de ese mismo año recibió las cuatro órdenes menores. Habiéndole asignado el Cabildo la congrua necesaria para ser  ordenado in sacris,  fue admitido en marzo del mismo año al orden del subdiaconado y el 17 de septiembre al diaconado; accedió al presbiteriado el 22 de septiembre de 1668. 
Tras la muerte del "ciego de Valencia"  se convirtió en organista principal de la catedral valenciana.  A la muerte del maestro de capilla (MC) Gracián Babán (2 de febrero de 1675), se le encargó a Cabanilles la formación de los infantilillos, sin que ello llevara aneja la obligación de dirigir la capilla de música. Cabanilles fue organista único de la catedral, lo que le dificultaba largas ausencias del cargo, hasta el 20 de febrero de 1703, en que fue nombrado Jorge Rodríguez, "organiste y arpiste de la Iglesia Colegial de Alicante", organista segundo de la misma. Su nombramiento obedecía a dos razones: la de suplir al organista en ausencias y enfermedades y la de poder tocar simultáneamente los dos órganos catedralicios, no solo en improvisaciones, sino en obras que, por deseo expreso del compositor, así lo exigían. La música de órgano de Cabanilles es el punto culminante de la gran tradición organista ibérica de los siglos XVI y XVII; sus tientos, forma máxima de sus composiciones, son el cenit de esta forma musical netamente hispano-portuguesa. 
Los tientos de la última época de Cabanilles tienen una forma estereotipada que difícilmente es abandonada. Cuando faltan algunas de las partes en las que Cabanilles divide sus tientos más tardíos, hay que pensar en una mutilación de los mismos o en copia inacabada de una obra. Así puede comprobarse en el Tiento 124 (manuscrito de Jaca), existente además en el manuscrito de Astorga  y publicado por José M. Álvarez. Por la razón que fuere, es copia incompleta de este tiento, ya que le falta toda la segunda parte, que presenta el contraste del compás compuesto y la vuelta al ritmo inicial. Tal vez por esta razón Anglés no relacionó el Tiento lleno de 6º tono del manuscrito de Jaca con el Tiento del mismo tono del de Astorga.
De la misma manera que hasta el presente no se puede demostrar la permanencia de Cabanilles en país alguno extranjero, tampoco se puede afirmar, con facilidad y con visos de probabilidad, la influencia de otros compositores extranjeros en su forma de componer. Se ha afirmado que Cabanilles conocía la música de los compositores europeos de su tiempo. Es duro pensarlo así y no encontrar en toda su larga producción organística ni una sola abreviatura de trinos o mordientes, tan en boga en Europa, obligándose a escribir todas las notas de los mismos, y debiendo buscar siempre que sus valores fuesen los que corresponden a cada clase de compás, lo cual da a sus notas de adorno una variedad ilimitada, encontrando formas de trinos de las más variadas y distintas maneras. Por otra parte, el cosmopolitano valenciano del siglo XVII no era tal que incluyera, necesariamente, contactos con músicos de otras latitudes. Ni siquiera la gran facilidad de la influencia italiana, fomentada desde el poder político durante el siglo XVI, estaba tan en boga, aunque ciertamente esta influencia napolitana, mejor que la italiana, no puede destacarse. Hay que pensar, sobre todo que la música de Cabanilles es típicamente española; que sigue la evolución y desarrollo de la música española del Renacimiento, implantando tempranamente en Valencia, como lo hizo Comes con anterioridad, el estilo propio del Barroco.

## Obra
La producción de Cabanilles se conserva principalmente en copias, a excepción del Beatus vir, del incompleto Magnificat y de Mi esposo asesta sus flechas, que seguramente son autógrafos de Cabanilles y que, posiblemente, él nunca oyó interpretados. Aunque no falten las obras vocales, su producción es eminentemente organística; y dentro del órgano, los tientos ocupan el primer lugar, seguidos de los versos. Poco más de doscientos tientos forman el total en sus más diversas formas: de lleno, de lleno sin paso, partidos, de dos tiples, de dos bajos, de falsas y otros. Los tientos de falsas tienen un carácter de serenidad y de reposo verdaderamente personal; el movimiento de sus voces es totalmente peculiar. Generalmente son de dimensiones más reducidas que los de los demás compositores, y en general monotemáticos, sin que falte, en ocasiones, una especie de contrasujeto; tienen agradables disonancias, entre las que abundan los intervalos melódicos de cuarta disminuida e inusuales progresiones armónicas.
Por otra parte, Cabanilles acostumbra a guardar en sus tientos la forma de enunciado del mismo, dentro del mismo tiento, no pasa de una forma de tiento a otra, lo que en ocasiones acontece en otros compositores del siglo XVII español. Los tientos partidos son siempre tientos para solistas, aunque estos solistas no siempre deberán ser, a juzgar por las tesituras de sus voces, registros existentes solo en una de las dos partes del teclado; de lo contrario, quedaría por demostrar en Cabanilles, entre que notas se inicia y se acaba la división del teclado para que puedan cantar, por separado y en un mismo teclado, cada una de las dos manos. Aunque también existen los tientos monotemáticos, dentro de los tientos de lleno, la mayor parte de los mismos siguen el desarrollo contrapuntístico imitativo de una serie de temas que se suceden sin interrupción. Si no llevan la anotación "sin paso", empiezan frecuentemente según la forma clásica de la fuga, exponiendo el primer tema en una voz sola, con valores largos. Las otras obras para órgano de Cabanilles son paseos, pasacalles, gallardas, tocatas, batallas, jácara, gaitilla y dolías, si bien muchas de estas composiciones también son denominadas tientos en algunos manuscritos.
La obra vocal es, en alguna de sus composiciones, bastante más avanzada armónicamente que la obra organística, siendo muy de destacar el tema del tono Mortales que amáis, coincidente con el tema y con el desarrollo del primer tema de la Pasión según San Mateo de J.S. Bach. Verdaderamente contrastante con el dramatismo de este tono, hay que hacer patente el lirismo del dúo El galán que ronda las calles. Su Beatus vir a 12 voces en tres coros, distribuido el primer coro en dos dúos de tiple y tenor, es una obra perfecta y acabada del más genuino barroco valenciano , con un dominio absoluto del contrapunto imitativo incluso por movimiento contrario, sobre el que fundamenta sus tientos organísticos, con abundantes modulaciones y con entradas de las voces incluso sobre las séptimas sin preparar.  La mayoría de sus manuscritos se conservan en la Biblioteca de Cataluña. Se han conservado innumerables composiciones para órgano (tientos, tocatas, pasacalles y otras obras), así como varios obras cantadas hasta para 13 voces.

## Manuscritos musicales
1. Barcelona E-Bc Ms. 729 [antes 890] 199 folios y 432 páginas y 152 obras. Contiene 14 obras de Pablo Bruna. Esta es la fuente principal de información, junto con El Escorial LP 30, de las obras de Pablo Bruna.
2. Barcelona E-Bc Ms. 751.21 [antes 889]: 39 obras. Contiene 5 composiciones de Pablo Bruna y una de Jusepe Ximénez.
3. Barcelona E-Bc Ms. 386 [antes 887], 360 páginas; fechado en 1722, contiene 98 composiciones de Cabanilles, la copia fue hecha por un admirador.
4. Barcelona E-Bc Ms. 387 [antes 888] 424 folios; datados de 1694-7, el manuscrito contiene cerca de 500 obras, todas de Cabanilles. Contiene 11 versos de Jusepe Ximénez.
5. Barcelona E-Bc Ms. 1328: tiento de todas manos de J. Cabanilles; tonada de 5.º tono: tiento Lheno de J. Cabanilles.
6. Barcelona E-Bc Ms. 450: contiene 20 obras. Una pieza de Aguilera de Heredia. Contiene 4 piezas de J. Cabanilles.
7. Barcelona E-Bc Ms. 1011: contiene 330 obras. 3 piezas de Fray Pablo Nassarre. Contiene un tiento de clarines de 7.º tono de J. Cabanilles.
8. Archivo de la Catedral de Astorga (vide: Alvarez; 1970) Ms. con 55 obras: Francisco Andreu, Cabanilles, Juan Saló, Rafael Llistosellas, Fray Rafael Crest, Isidro Serrada, Nassarre, Pablo Rouxa, Sebastián Viladrosa, Francisco Llusá, J. Elias.
9. Biblioteca privada de monseñor Cosme Bauzá, de Felanich (Mallorca) Ms. núm. 2 contiene 2 versos de Pablo Bruna.
10. Monserrat, Arquivo musical, Ms. 76: contiene un tiento 6.ª tono partido de mano derecha.

## Partituras editadas
1. A- Musici Organici Iohannis Cabanilles, 4 vols., ed. Hyginii Anglés, Barcelona: Biblioteca de Cataluña, 1927-1956.  Cabanilles Opera Omnia (1927-2008).  
  1. Volume 1 (1927): tientos en varios modos.
  2. Volume 2 (1933): pasacalles, paseos, varias tocatas, jácara, piezas misceláneas.
  3. Volume 3 (1936): varios géneros.
  4. Volume 4 (1956): varios géneros.
2. B- Los siguientes cinco volúmenes adicionales fueron editados por José Clíment, Barcelona: Biblioteca de Cataluña.
  1. Volume 5 (1986): tientos 71-90; versos para magnificat, pange lingua.
  2. Volume 6 (1989): tientos 91-110 y versos varios.
  3. Volume 7 (1992): tientos 111-130; versos para la misa, para festivales marianos y para ocasiones diversas.
  4. Volume 8 (2006): tientos: 131-150; dúo de 1.er tono, Sacris Solemnis.
  5. Volume 9 (2008): tientos: 151-168; versos.
3. Música de Tecla Valenciana. J. Bta. Cabanilles, 4 vols., ed. Julián Sagasta Galdós, Valencia: Edicions Alfons el Magnánim, 1986-1994.
4. CEKM, vol. 48-1: música para teclado de los manuscritos de Felanich, I, ed. Nelson Lee, 1999. Casi todas las 162 obras identificadas de Cabanilles.
5. Juan Cabanilles: Ausgewählte Orgelwerke, ed. de Miguel Bernal Ripoll y Gerhard Doderer, Kassel [etc.], Bärenreiter, 2 volumes, 2017.

## Ejemplos musicales
Tiento del 1er tono para órgano
 Tiento del 8.º tono para órgano

## Discografía seleccionada
- La Gloria Musical del Barroco Valenciano, 2 CD. Fundación La Luz de las Imágenes (2010).
- "Batallas y tientos". Jordi Savall. Hesperion XXI (2000).
- "Mortales que amáis" Joan Baptista Cabanilles Complete vocal works", Brilliant Classics, Coro de Cámara Amystis Sociedad Musicológica, José Duce Chenoll, (2014)